# وادي شوباش
وادي شوباش، أحد روافد نهر الأردن، ومن أودية السفوح الشرقيّة لجبال نابلس – جنين، يبدأ من المرتفعات الواقعة جنوب شرق مدينة جنين، من المنطقة التي تنتشر فيها قرى رابا وتلفيت والمغير، حيث الإرتفاعات متوسطة وتبلغ نحو 55 م فوق سطح البحر. 
يتكوّن الوادي من تلاقي شعاب وأودية صغيرة قادمة من الشمال الشرقيّ ومن الجنوب، والجنوب الغربيّ لتؤلّف وادي الطواحين ووادي البلد.

## مسار الوادي
يبدأ وادي شوباش بالتحديد جنوب قرية المغير بحوالي 1.5 كم، ومنها يتّجه نحو الشرق بتعرّجات وإنعطافات كثيرة مع المحافظة على الاتّجاه الشرقيّ مسافة 7 كم، مخترقاً المرتفعات الجبليّة المشرفة على غور الأردن في الشرق، والمؤلّفة من صخور كلسيّة وحواريّة ترجع إلى الحقبتين الثّانية والثالثة.
فقد قامت عدّة قرى سبق ذكر أهمّها، معتمدة على الزراعة، ولا سيّما زراعة الحبوب والمزروعات البعليّة الأخرى، وعلى الرعي والاستفادة من مساحات الأحراش المتبقية في الحوض الأعلى لوادي شوباش،
وفي منطقة الغور قرب مصبّ الوادي في نهر الأردن، إذ توجد قرى كالزرّاعة، التي يعتمد سكانها على مياه بعض الينابيع والعيون المحليّة في زراعتهم واستعمالاتهم المنزليّة.
من البلدة القديمة قرية رابا الواقعة بين مدينتيّ جنين وطوباس, يبدأ المسار باتجاه شمال القرية نحو طرق ترابيّة سهلة الى محميّة شوباش, التي تبدأ أراضيها من جنوب قرية المغير شرقيّ جنين وتحيط بها أراضي قرى عقابا، رابا، جلقاموس.
المحميّة تقع شفا غورية ومعظم حدود أراضيها مع قرية بردلة في الأغوار الشماليّة.

## ارتفاعه
يُصبح إرتفاع الوادي عند مخرجه من المنطقة الصخريّة المذكورة على مستوى سطح البحر. ثمّ يسير مسافة 4 كم عبر التلال والأراضي الواقعة دون سطح البحر، ويسير المجرى الأدنى للوادي، قرب مصبّه، في ترسبات بحيرة اللسان الرباعيّة إلى الجنوب من قرية الزراعة. هكذا يكون الوادي قد قطع مسافة 12 كم في الأراضي الواقعة دون مستوى سطح البحر،  فيصبّ في نهر الأردن على انخفاض 285 متر دونَ سطح البحر. وهذا يعني أنّ انحدار الوادي العامّ هو بحدود 1:350 تقريباً، وهو انحدار شديد بصورة عامّة.
لذا كان مقطعه العرضيّ في الأجزاء الصخريّة القاسية، ولا سيّما في المرتفعات الواقعة فوق سطح البحر، ضيّقاً وعميقاً نسبيّا، حفرته مياه الفيضانات والسيول الشتويّة، لكون نظام الجريان في وادي شوباش سيليّاً من نموذج سيول مناخ البحر المتوسط. يظلّ الوادي سيليّاً لأنّ الأودية التي ترفده من اليمين واليسار، رغم كثرتها، غير مستمرة الجريان، وانعدام الينابيع الغزيرة الدائمة على امتداد مجراه.

## مياه وادي شوباش
تتناقص مياه حوض الوادي مع تناقص كميات الأمطار السنويّة وارتفاع درجات الحرارة باتجاه الشرق وغور الأردن. تراوح كميات أمطار المجرى الأدنى منه بين 200 و300 ملم، في حين تتجاوز 400 ملم في المجاري العليا للوادي.